# Alabama Blues (album)
Alabama Blues è un album del cantautore e chitarrista blues J. B. Lenoir, registrato il 5 maggio 1965 a Chicago sotto la supervisione di Willie Dixon e pubblicato nel 1966, che contiene brani composti e interpretati da se stesso.

## Tracce
Lato A
1. Alabama Blues – 3:10 (J. B. Lenoir)
2. The Mojo Boogie – 2:13 (J. B. Lenoire)
3. God's Word – 3:36 (J. B. Lenoire)
4. The Whale Has Swallowed Me – 2:21 (J. B. Lenoire)
5. Move This Rope – 3:30 (J. B. Lenoire)
6. I Feel So Good – 2:25 (J. B. Lenoire)

Durata totale: 17:15
Lato B
1. Alabama March – 2:50 (J. B. Lenoire)
2. Talk to Your Daughter – 2:42 (J. B. Lenoire)
3. Mississippi Road – 2:55 (J. B. Lenoire)
4. Good Advice – 2:41 (J. B. Lenoire)
5. Vietnam – 2:37 (J. B. Lenoire)
6. I Want to Go – 1:37 (J. B. Lenoire)

Durata totale: 15:22

## Musicisti
- J. B. Lenoir - voce, chitarra, arrangiamenti
- Willie Dixon, Backing Vocals
- Freddie Below, batteria